# Friederike Charlotte von Brandenburg-Schwedt

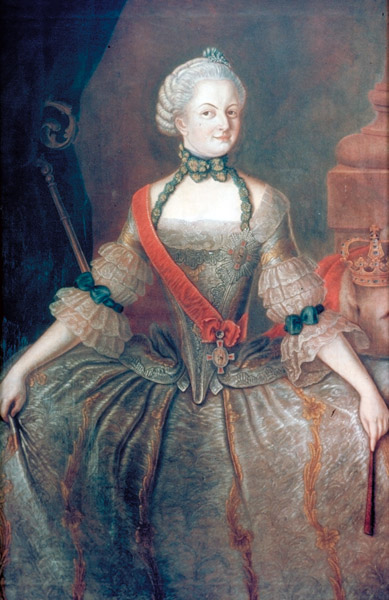
Friederike Charlotte von Brandenburg-Schwedt

Friederike Charlotte Leopoldine Louise von Brandenburg-Schwedt (vielfach auch bezeichnet als Prinzessin von Preußen) (* 18. August 1745 in Schwedt; † 23. Januar 1808 in Altona) war letzte Fürstäbtissin des Stifts Herford.

## Leben
Sie stammte aus der Nebenlinie Brandenburg-Schwedt des preußischen Königshauses. Sie war Tochter von Friedrich Heinrich Markgraf von Brandenburg-Schwedt. Die Mutter war Leopoldine Marie von Anhalt-Dessau. Nach dem Scheitern der Ehe ihrer Eltern und der Verbannung der Mutter durch Friedrich II. nach Kolberg bekam Friederike Charlotte eine Stelle im Stift Herford. Bereits 1755 setzte der preußische König sie als Koadjutorin der Äbtissin Hedwig Sophie von Schleswig-Holstein-Gottorf durch. Dadurch war Friederike Charlotte die designierte Nachfolgerin. 
Zusammen mit ihrer Schwester Luise von Anhalt-Dessau wurde sie teilweise am preußischen Hof erzogen. Der Mathematiker Leonhard Euler hat der Prinzessin zwischen 1760 und 1762 zahlreiche Briefe über Mathematik, Philosophie und andere Themen in französischer Sprache geschickt. Diese erschienen zwischen 1769 und 1773 unter dem Titel „Briefe an eine deutsche Prinzessin“ auch im Druck in Leipzig und St. Petersburg. Allein die französische Ausgabe erlebte 12 Auflagen. Euler versuchte in aufklärerischer Absicht insbesondere physikalische Fragen und deren philosophische Hintergründe allgemeinverständlich darzustellen. Möglicherweise war Euler auch Lehrer der Prinzessin.
Am 13. Oktober 1764 wurde sie Äbtissin von Herford und war als Vorsteherin des reichsunmittelbaren Stifts Reichsfürstin. Sie hat in ihrer Amtszeit den Besitz des Stifts verwaltet und dessen Rechte gegenüber der Stadt Herford verteidigt. Friederike Charlotte residierte in Herford und unterhielt eine standesgemäße Hofhaltung. Im Jahr 1790 stiftete sie ein Ordensabzeichen für die Angehörigen des zu ihren Herrschaftsbereich gehörenden Stift St. Marien auf dem Berge bei Herford. Für ihre Zeit deuten neuere Untersuchungen auf einen wirtschaftlichen Niedergang des Stifts hin.
Zwar hat sie auch gegenüber dem preußischen Staat versucht, die Rechte des Stifts zu bewahren, aber letzten Endes entschied im Zweifelsfall der König. Als es wegen Testamentsfälschung zu einem Strafverfahren gegen führende Bedienstete und Beamte des Stifts kam, wurde 1798 von Friedrich Wilhelm III. eine Immediatskommission „zur Führung der Kuratel über das Vermögen der Frau Äbtissin“ eingesetzt. Die Kommission wurde 1799 wieder aufgelöst. Obwohl Friederike Charlotte selbst die Gerichtsbarkeit über ihre Bediensteten beanspruchte, wurden diese von einem preußischen Gericht im Jahr 1800 verurteilt. 
Am 15. August 1802 wurde das Stift säkularisiert. Das Vermögen fiel an den preußischen Staat. Die Äbtissin und die Stiftsdamen erhielten eine Pension. Vor den vordringenden französischen Truppen floh Friederike Charlotte nach Altona, wo sie auch verstarb. Beigesetzt ist sie in der Stiftskirche (Wolderuskapelle nahe der Münsterkirche).